# Sigurd Hoel

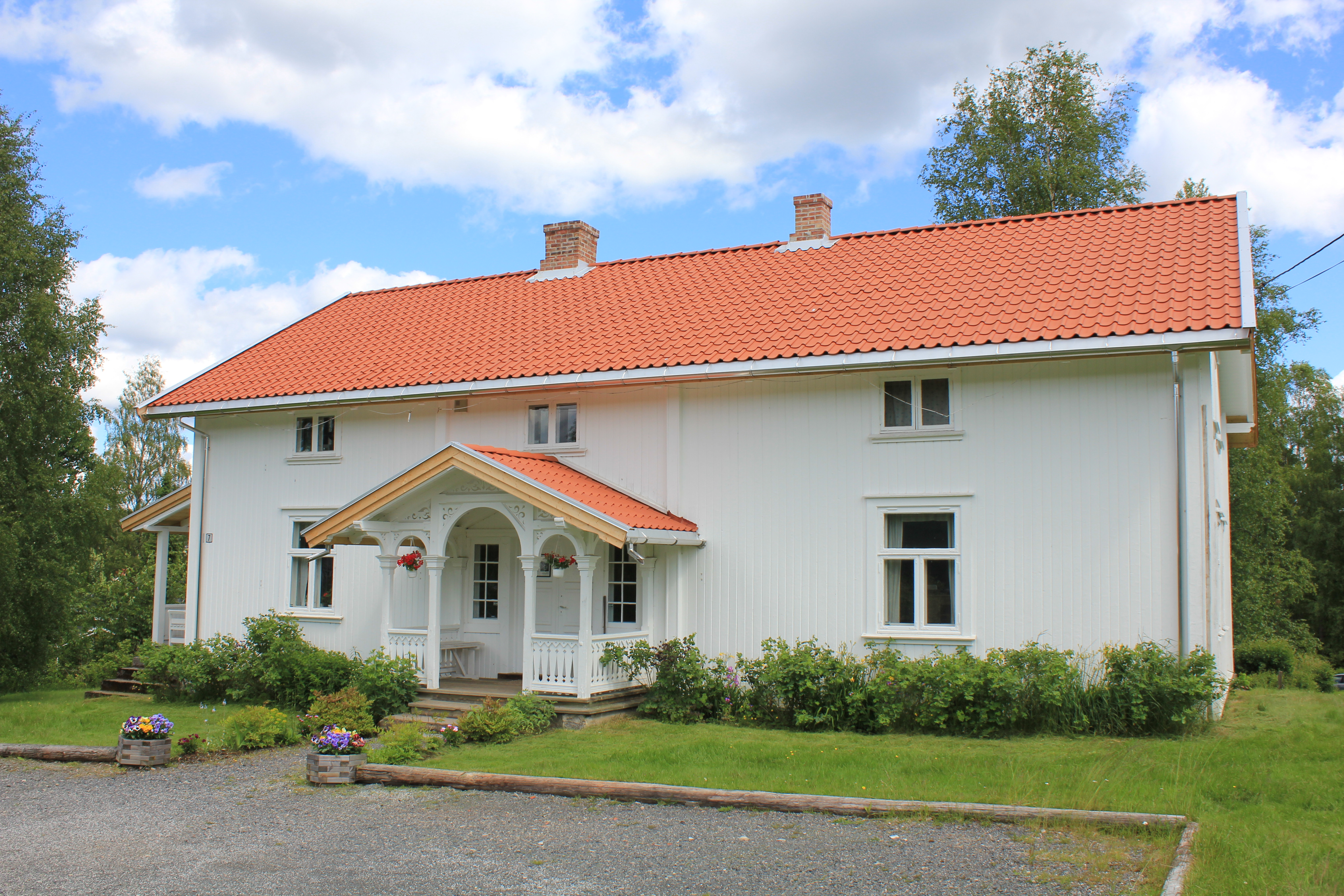
Geboortehuis in Nord-Odal van de schrijver tevens school waar zijn vader onderwijzer was

Sigurd Hoel (Oslo, Noorwegen, 14 december 1890  - Nord-Odal,14 oktober 1960) is een Noorse politiek geëngageerd schrijver van romans, toneelstukken en essays.

## Levensloop
Hij was de zoon van een leraar en groeide op in Nord-Odal, waar het huis waar hij zijn kindertijd doorbracht nu een museum is. Na de middelbare school ging hij niet onmiddellijk studeren, maar werkte als verzekeringsagent. In 1910 combineerde hij het studeren aan de Universiteit met leraarsbaantjes. Hij was redacteur van het blad "Minerva", het orgaan van een conservatieve studentenvereniging. Hij debuteerde in 1918 met de novelle "Idioten" (de idioot). In datzelfde jaar werd hij literatuur- en theaterrecensent voor het dagblad "Socialdemokraten" ("de sociaaldemocraat", de voorganger van het Noorse dagblad dat sinds 1990 Dagsavisen heet). In die tijd schreef hij zelf een komedie en werkte hij als redacteur voor de uitgeverij Gyldendal.
In 1924 vertrok hij naar Berlijn waar hij het socialisme bestudeerde. Daarna ging hij naar Parijs waar hij zijn toekomstige echtgenote Nic Waal ontmoette. In 1927 trouwden zij in Noorwegen. In 1936 werd het huwelijk ontbonden en trouwde hij met Ada Ivan. Tijdens de Tweede Wereldoorlog vestigde hij zich in zijn geboorteplaats Odalen. Hij nam deel aan het verzet en schreef artikelen voor de illegale pers. In 1943 moest hij naar Zweden vluchten.
Hoel was ook betrokken bij de Noorse taalstrijd als voorstander van het Riksmål. Hij overleed in 1960 aan een beroerte.

## Oeuvre
Zijn (ook in het Nederlands vertaalde) romans Veien til verdens ende ("De weg naar het eind van de wereld") en "Møte ved milepelen" ("Eéns moet men betalen") worden als hoogtepunten uit zijn oeuvre beschouwd. "De weg naar het eind van de wereld" gaat over het Noorse platteland vanuit het perspectief van een kind. In de tweede genoemde roman speelt de oorlog en het nazisme een rol.
Hoel adviseerde de uitgeverij Gyldendal en onder zijn redacteurschap bracht de uitgeverij  de goude reeks  ("Gule serie") uit, een serie met meerdere vertaalde titels waaruit bleek dat Hoel een verbazingwekkend goede neus had voor literatuur van blijvende waarde. De reeks telde 101 boeken met onder andere schrijvers als Ernest Hemingway, F. Scott Fitzgerald en Franz Kafka.

## Werken
- Knut Hamsun, O. Norlis, 1920
- Veien vi gaar, Gyldendal, 1922. Novellen
- Syvstjernen, Gyldendal, 1924. Roman
- Syndere i sommersol, Gyldendal, 1927. Roman ("Zondaars onder de zomerzon"[1])
- Ingenting, Gyldendal, 1929. Roman
- Mot muren, Gyldendal, 1930. Toneelstuk
- Don Juan, Gyldendal, 1930. Toneelstuk samen met Helge Krog geschreven.
- En dag i oktober, Gyldendal, 1931. Roman ("Een dag in october"[2])
- Veien til verdens ende, Gyldendal, 1933. Roman ("De weg naar het eind van de wereld"[3])
- Fjorten dager før frostnettene, Gyldendal, 1935. Roman
- Sesam sesam, Gyldendal, 1938. Roman
- Prinsessen på glassberget, Gyldendal, 1939. Novellen
- 50 gule, Gyldendal, 1939. Artikelem (inleidingen)
- Arvestålet, Gyldendal, 1941. Roman
- Tanker i mørketid, Gyldendal, 1945. Essay
- Om nazismens vesen, Nordens frihet, Stockholm, 1945
- Møte ved milepelen, Gyldendal, 1947. Roman ("Eéns moet men betalen"[4])
- Jeg er blitt glad i en annen, Gyldendal, 1951. Roman
- Tanker mellom barken og veden, Gyldendal, 1952. Essay
- Stevnemøte med glemte år, Gyldendal, 1954. Roman
- Sprogkampen i Norge: en kriminalfortelling, Aschehoug, 1955
- Tanker om norsk diktning, Gyldendal, 1955. Essay
- Fakta og forvrengninger i sprogsaken : (drie artikelen over de Noorse taalstrijd), Oslo, 1956
- Ved foten av Babels tårn, Gyldendal, 1956. Roman
- Trollringen, Gyldendal, 1956. Roman
- De siste 51 gule, Gyldendal, 1959. Inleidingen
- Morderen. Novellen

Daarnaast is er postuum uitgegeven werk en zijn vertalingen van de werken van Anita Loos, Joseph Conrad (3 titels), William Faulkner en Arthur Koestler.
- Bibsys: 90057511
- Biblioteca Nacional de España: XX1311552
- Bibliothèque nationale de France: cb120599782 (data)
- CiNii: DA09290180
- Digitale Bibliotheek voor de Nederlandse Letteren: hoel003
- Gemeinsame Normdatei: 119360837
- International Standard Name Identifier: 0000 0001 2129 7155
- KulturNav: b65904fe-f812-4695-acfe-4a949e13fe55
- Library of Congress Control Number: n80112846
- Nationale Bibliotheek van Letland: 000018392
- MusicBrainz: dbd64247-5386-407b-83cc-258be48a3f4d
- Nationale Bibliotheek van Tsjechië: xx0022919
- Nationale Bibliotheek van Israël: 987007432666305171
- Nationale Bibliotheek van Polen: a0000003176503
- Nederlandse Thesaurus van Auteursnamen: 070547688
- LIBRIS: 241483
- SNAC: w6t75c4x
- Système universitaire de documentation: 027599620
- Trove: 1043907
- Virtual International Authority File: 41861495
- WorldCat: E39PBJfCvKbvfB8ppYdg6XR9Xd